# کریستین تامسون
کریستین تامسون (انگلیسی: Kristin Thompson؛ زادهٔ ۱ ژانویهٔ ۱۹۵۰)، نویسنده و از نظریه‌پردازان و تاریخ‌نگاران آمریکایی است. او به همراه همسرش دیوید بوردول کتاب‌های هنر سینما و تاریخ سینما را نگاشته‌اند. همچنین کتاب «داستانگویی در سینما و تلویزیون» از آثار تألیفی اوست.